# Agnes van Loon
Agnes van Loon, född 1150, död 1191, var en hertiginna av Bayern, gift med Otto I, hertig av Bayern. Hon var Bayerns regent som förmyndare för sin son, Ludvig I, hertig av Bayern, från 1183 till sin död 1191. Hon var dotter till den nederländske greven Ludvig I av Loon och Agnes av Metz. Hon fick nio överlevande barn. Agnes beskrivs som en kraftfull regent som lyckades försvara sonens arv.    